# Harsh noise
Pour les articles homonymes, voir Noise (homonymie).
 (juillet 2015).
Si vous disposez d'ouvrages ou d'articles de référence ou si vous connaissez des sites web de qualité traitant du thème abordé ici, merci de compléter l'article en donnant les références utiles à sa vérifiabilité et en les liant à la section « Notes et références ».
Le harsh noise est une pratique sonore bruitiste et violente émancipée des notions de mélodie et de rythme. Les musiciens travaillent donc pour l'essentiel la texture sonore, le plus souvent au moyen d'instruments électroniques ou électriques (guitares, samplers, synthétiseurs, distorsions, saturations...) et d'expérimentations diverses (larsens, micro-contact, circuit bending...) souvent DIY.
Comme le noise rock ou la musique industrielle (Boyd Rice), dont elle tire son inspiration à partir des années 1980 au Japon (Merzbow, Masonna, Hanatarash...), le harsh noise s'inscrit assez radicalement en occident dans un retour vers une musique physique, dénuée de structure codée - par opposition à la musique occidentale traditionnelle ou à la pop. Les productions publiques de cette musique contiennent souvent une importante dimension performative, relativement proche de l'actionnisme.
En Europe cette scène se développe aujourd'hui particulièrement via des réseaux alternatifs à la grande distribution.
Il existe une variante encore plus extrême du harsh noise : le harsh noise wall.

## Artistes notables dans le monde
- Aaron Dilloway (USA)
- Black Leather Jesus (USA)
- C.C.C.C. (Japon)
- Emil Beaulieu (USA)
- Government Alpha (Japon)
- Hanatarash (Japon)
- Hijokaidan (Japon)
- Incapacitants (Japon)
- K2 (Japon)
- Kazumoto Endo (Japon)
- Macronympha (Japon)
- Masonna (Japon)
- Merzbow (Japon)
- Mo*Te (Japon)
- Pedestrian Deposit (USA)
- Prurient (USA)
- Richard Ramirez / Werewolf Jerusalem (USA)
- Skin Crime (USA)
- The Cherry Point (USA)
- The Rita (Canada)
- Torturing Nurse (Chine)

## Artistes notables en Europe
- A View From Nihil (Royaume-Uni)
- Bizarre Uproar (Finlande)
- Dead Body Collection (Serbie)
- Dead Body Love (Italie)
- Écoute la Merde (France)
- Evil Moisture (Royaume-Uni)
- Jaakko Vanhala (Finlande)
- Kylie Minoise (Royaume-Uni)
- Mourmansk 150 (France)
- Sewer Election (Suède)
- Svartvit (Pays-Bas)
- Tourette (France)
- Vomir (France)